# Municipio de Miller (condado de Maries)
El municipio de Miller (en inglés: Miller Township) es un municipio ubicado en el condado de Maries en el estado estadounidense de Misuri. En el año 2010 tenía una población de 1110 habitantes y una densidad poblacional de 5,96 personas por km².

## Geografía
El municipio de Miller se encuentra ubicado en las coordenadas 38°5′41″N 92°7′23″O / 38.09472, -92.12306. Según la Oficina del Censo de los Estados Unidos, el municipio tiene una superficie total de 186.39 km², de la cual 185,86 km² corresponden a tierra firme y (0,28 %) 0,53 km² es agua.

## Demografía
Según el censo de 2010, había 1110 personas residiendo en el municipio de Miller. La densidad de población era de 5,96 hab./km². De los 1110 habitantes, el municipio de Miller estaba compuesto por el 97,57 % blancos, el 1,08 % eran amerindios, el 0,63 % eran de otras razas y el 0,72 % eran de una mezcla de razas. Del total de la población el 0,99 % eran hispanos o latinos de cualquier raza.